# Norte del Valle-kartellen
Norte del Valle-kartellen är en narkotikakartell som finns främst i Valle del Cauca i Colombia. 
Uppskattningar av den amerikanska staten har kartellen mellan 1994 och 2004 exporterat mer än 500 ton kokain.
På senare tid har stora förändringar skett i ledarstruktuten hos Norte del Valle-kartellen. Den 10 september 2007 greps Diego Montoya (Don Diego, Bossarnas boss). Även Juan Carlos Ramírez Abadía, en annan ledare inom kartellen, sitter inlåst sedan han greps den 7 augusti 2007 i Brasilien. Den 30 januari 2008 hittades en annan viktig person inom kartellen mördad i Merida Venezuela, nämligen Wilber Varela (Jabon)